# 石井健吾

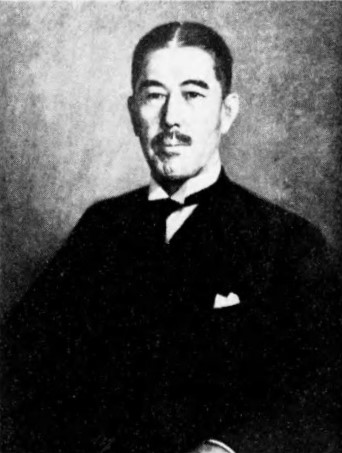
石井健吾

石井 健吾（いしい けんご、1874年（明治7年）6月16日 - 1945年（昭和20年）8月31日）は、日本の銀行家。第3代第一銀行頭取を務めた。

## 人物・経歴
東京生まれ。4歳で父を亡くし、阪本小学校、明治小学校を経て、共立学校（現開成高等学校）に進学後渋沢栄一の書生となる。1895年高等商業学校（現一橋大学）卒業。同期に佐野善作（経済学者）、岡崎久次郎（日米富士自転車創業者）など。
卒業後第一銀行に入行。書記、預金係主任兼貸付係主任、横浜支店長次席を経て、1902年には横浜市長に推挙された市原盛宏の後任として横浜支店長に就任。1910年本店営業部支配人。1918年常務取締役。1926年副頭取。1931年頭取。
1935年病気のため頭取を退任した。1938年取締役を退任し相談役に就任。
1945年死去。登録有形文化財の東山壮は別荘として1933年に建設したものである。旧神奈川県知事公舎は1937年に石井健吾邸として建設され、1947年に神奈川県に売却された。

## 親族
儒学者桃井儀八は祖父。養弟孝の妻萬代は衆議院議員角田竹冷の五女。